# نشانه لاره
نشانهٔ لاره (فرانسوی: Signe de Larrey‎) یک نشانه بالینی است که در آن بیماران هنگام نشستن ناگهانی بر روی یک سطح سفت، دچار درد مفصل خاجی‌تهیگاهی در پائین کمر می‌شوند که نشانه‌ای از التهاب این مفصل است.
این نشانهٔ پزشکی نامش را از پزشک نامدار فرانسوی دومینیک ژان لاره می‌گیرد.